# Jarred Vanderbilt
Jarred Jakobi Vanderbilt (Houston, 3 aprile 1999) è un cestista statunitense, professionista nella NBA con i Los Angeles Lakers.

## Carriera
È stato selezionato dagli Orlando Magic al secondo giro del Draft NBA 2018 (41ª scelta assoluta).

## Statistiche

### NCAA
| Anno      | Squadra           | PG | PT | MP   | TC%  | 3P% | TL%  | RP  | AP  | PRP | SP  | PP  |
| --------- | ----------------- | -- | -- | ---- | ---- | --- | ---- | --- | --- | --- | --- | --- |
| 2017-2018 | Kentucky Wildcats | 14 | 0  | 17,0 | 42,6 | 0,0 | 63,2 | 7,9 | 1,0 | 0,4 | 0,8 | 5,9 |
| Carriera  | Carriera          | 14 | 0  | 17,0 | 42,6 | 0,0 | 63,2 | 7,9 | 1,0 | 0,4 | 0,8 | 5,9 |

#### Massimi in carriera
- Massimo di punti: 11 (3 volte)[1]
- Massimo di rimbalzi: 15 vs Missouri (24 febbraio 2018)
- Massimo di assist: 3 (2 volte)
- Massimo di palle rubate: 1 (6 volte)
- Massimo di stoppate: 3 vs Missouri (24 febbraio 2018)
- Massimo di minuti giocati: 27 vs Missouri (24 febbraio 2018)

### NBA

#### Regular Season
| Anno      | Squadra            | PG  | PT  | MP   | TC%  | 3P%  | TL%  | RP  | AP  | PRP | SP  | PP  |
| --------- | ------------------ | --- | --- | ---- | ---- | ---- | ---- | --- | --- | --- | --- | --- |
| 2018-2019 | Denver Nuggets     | 17  | 0   | 4,1  | 47,4 | 0,0  | 60,0 | 1,4 | 0,2 | 0,4 | 0,1 | 1,4 |
| 2019-2020 | Denver Nuggets     | 9   | 0   | 4,6  | 71,4 | -    | -    | 0,9 | 0,2 | 0,3 | 0,1 | 1,1 |
| 2019-2020 | Minnesota T'wolves | 2   | 0   | 2,6  | 0,0  | 0,0  | 100  | 0,5 | 0,0 | 0,0 | 0,0 | 1,0 |
| 2020-2021 | Minnesota T'wolves | 64  | 30  | 17,8 | 60,6 | 20,0 | 55,9 | 5,8 | 1,2 | 1,0 | 0,7 | 5,4 |
| 2021-2022 | Minnesota T'wolves | 74  | 67  | 25,4 | 58,7 | 14,3 | 65,6 | 8,4 | 1,3 | 1,3 | 0,6 | 6,9 |
| 2022-2023 | Utah Jazz          | 52  | 41  | 24,1 | 55,6 | 33,3 | 65,7 | 7,9 | 2,7 | 1,0 | 0,3 | 8,3 |
| 2022-2023 | L.A. Lakers        | 26  | 24  | 24,0 | 52,9 | 30,3 | 78,4 | 6,7 | 1,6 | 1,2 | 0,2 | 7,2 |
| 2023-2024 | L.A. Lakers        | 29  | 6   | 20,0 | 51,8 | 29,6 | 66,7 | 4,8 | 1,2 | 1,2 | 0,2 | 5,2 |
| 2024-2025 | L.A. Lakers        | 36  | 2   | 16,1 | 48,8 | 28,1 | 55,6 | 5,1 | 1,1 | 1,0 | 0,3 | 4,1 |
| Carriera  | Carriera           | 309 | 170 | 20,0 | 56,0 | 28,8 | 63,8 | 6,2 | 1,4 | 1,1 | 0,4 | 5,9 |

#### Play-off
| Anno     | Squadra            | PG | PT | MP   | TC%  | 3P%  | TL%  | RP  | AP  | PRP | SP  | PP  |
| -------- | ------------------ | -- | -- | ---- | ---- | ---- | ---- | --- | --- | --- | --- | --- |
| 2019     | Denver Nuggets     | 3  | 0  | 1,6  | -    | -    | -    | 0,3 | 0,0 | 0,0 | 0,3 | 0,0 |
| 2022     | Minnesota T'wolves | 6  | 6  | 21,5 | 48,1 | -    | 70,0 | 7,2 | 0,7 | 1,2 | 0,3 | 5,5 |
| 2023     | L.A. Lakers        | 15 | 13 | 16,5 | 40,0 | 24,1 | 70,0 | 3,2 | 0,8 | 0,7 | 0,8 | 4,6 |
| 2025     | L.A. Lakers        | 5  | 0  | 12,0 | 33,3 | 0,0  | 75,0 | 3,8 | 1,0 | 0,6 | 0,2 | 1,4 |
| Carriera | Carriera           | 29 | 19 | 15,2 | 41,9 | 23,3 | 70,6 | 3,8 | 0,7 | 0,7 | 0,6 | 3,8 |

#### Massimi in carriera
- Massimo di punti: 21 vs Houston Rockets (9 gennaio 2022)[2]
- Massimo di rimbalzi: 19 vs Houston Rockets (9 gennaio 2022)
- Massimo di assist: 8 vs Phoenix Suns (18 novembre 2022)
- Massimo di palle rubate: 5 (2 volte)
- Massimo di stoppate: 4 vs Brooklyn Nets (13 aprile 2021)
- Massimo di minuti giocati: 38 vs Dallas Mavericks (19 dicembre 2021)

### NBA G-League
| Anno      | Squadra          | PG | PT | MP   | TC%  | 3P%  | TL%  | RP   | AP  | PRP | SP  | PP   |
| --------- | ---------------- | -- | -- | ---- | ---- | ---- | ---- | ---- | --- | --- | --- | ---- |
| 2018-2019 | Del. Blue Coats  | 4  | 0  | 16,3 | 57,1 | 66,7 | 30,0 | 7,8  | 0,5 | 1,5 | 0,0 | 7,3  |
| 2019-2020 | R.G.V. Vipers    | 10 | 1  | 24,4 | 51,0 | 33,3 | 60,0 | 8,1  | 1,6 | 1,2 | 0,7 | 13,0 |
| 2019-2020 | Windy City Bulls | 3  | 3  | 30,3 | 54,1 | 0,0  | 77,8 | 10,0 | 1,3 | 1,7 | 1,7 | 17,3 |
| 2019-2020 | Iowa Wolves      | 7  | 5  | 28,7 | 51,1 | 21,4 | 55,0 | 13,0 | 3,6 | 1,4 | 1,4 | 15,9 |
| Carriera  | Carriera         | 24 | 9  | 25,0 | 52,0 | 29,4 | 56,3 | 9,7  | 2,0 | 1,4 | 0,9 | 13,4 |

## Palmarès
- NBA In-Season Tournament: 1

Los Angeles Lakers: 2023
- McDonald's All-American (2017)